# Pavlova Ves
Pavlova Ves (bis 1927 slowakisch auch Pavlovejsa; ungarisch Pálfalu, älter Pálfalva) ist eine Gemeinde im Norden der Slowakei mit 281 Einwohnern (Stand 31. Dezember 2024), die zum Okres Liptovský Mikuláš, einem Teil des Žilinský kraj, gehört und zur traditionellen Landschaft Liptau gezählt wird.

## Geographie

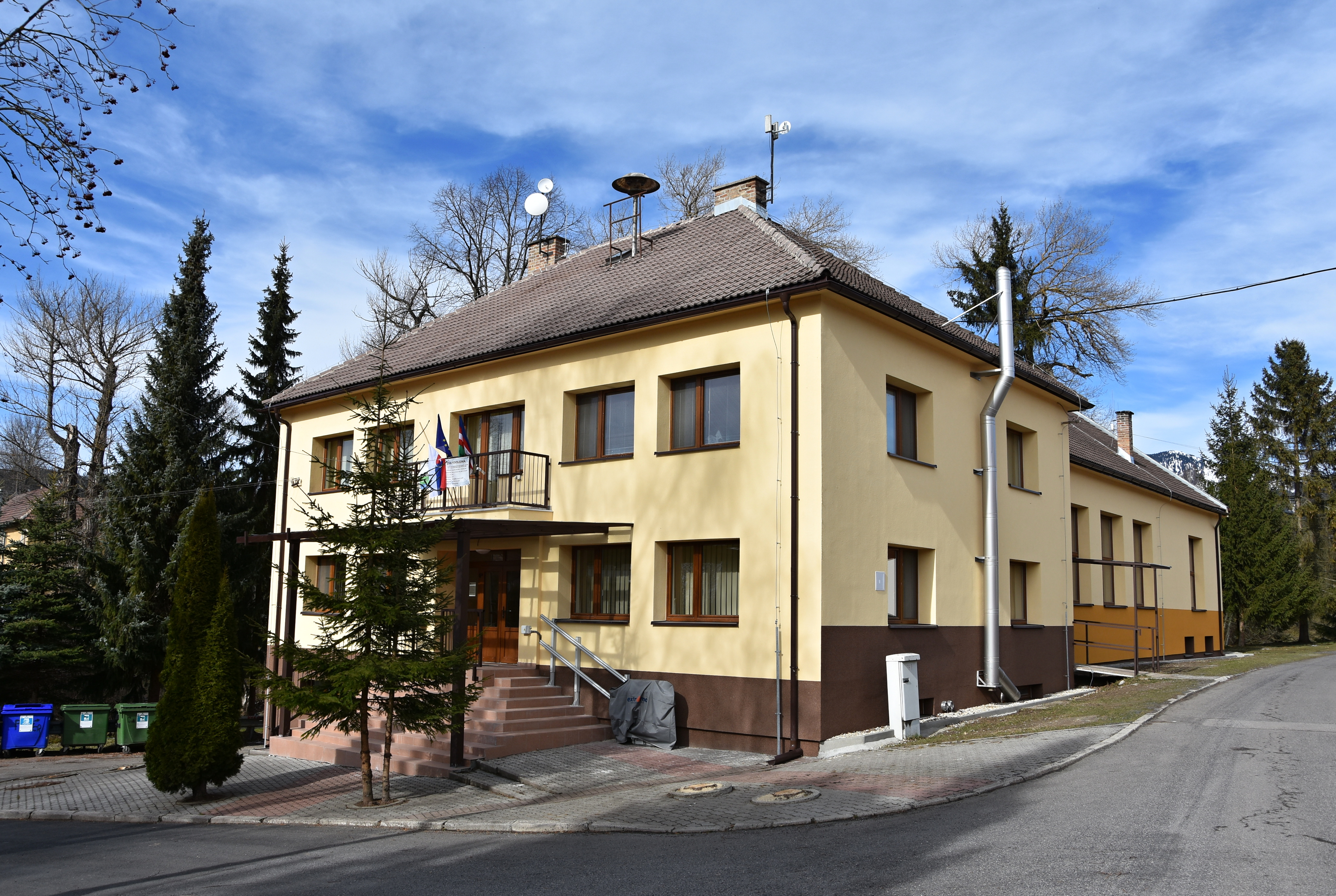
Gebäude der Gemeindeverwaltung

Die Gemeinde befindet sich im Mittelteil des Talkessels Liptovská kotlina (Teil der größeren Podtatranská kotlina) unterhalb der Westtatra am Bach Petruška. Das Ortszentrum liegt auf einer Höhe von 620 m n.m. und ist sieben Kilometer von Liptovský Mikuláš entfernt.
Neben der eigentlichen Katastralgemeinde Pavlova Ves gehört zur Gemeinde auch die Katastralgemeinde Babky, die einen Landstreifen in der Westtatra nördlich und südlich des Bergs Babky (1566 m n.m.) umfasst.
Nachbargemeinden sind Bobrovček im Norden, Bobrovec im Osten, Liptovský Trnovec im Südwesten und Liptovské Beharovce im Nordwesten.

## Geschichte

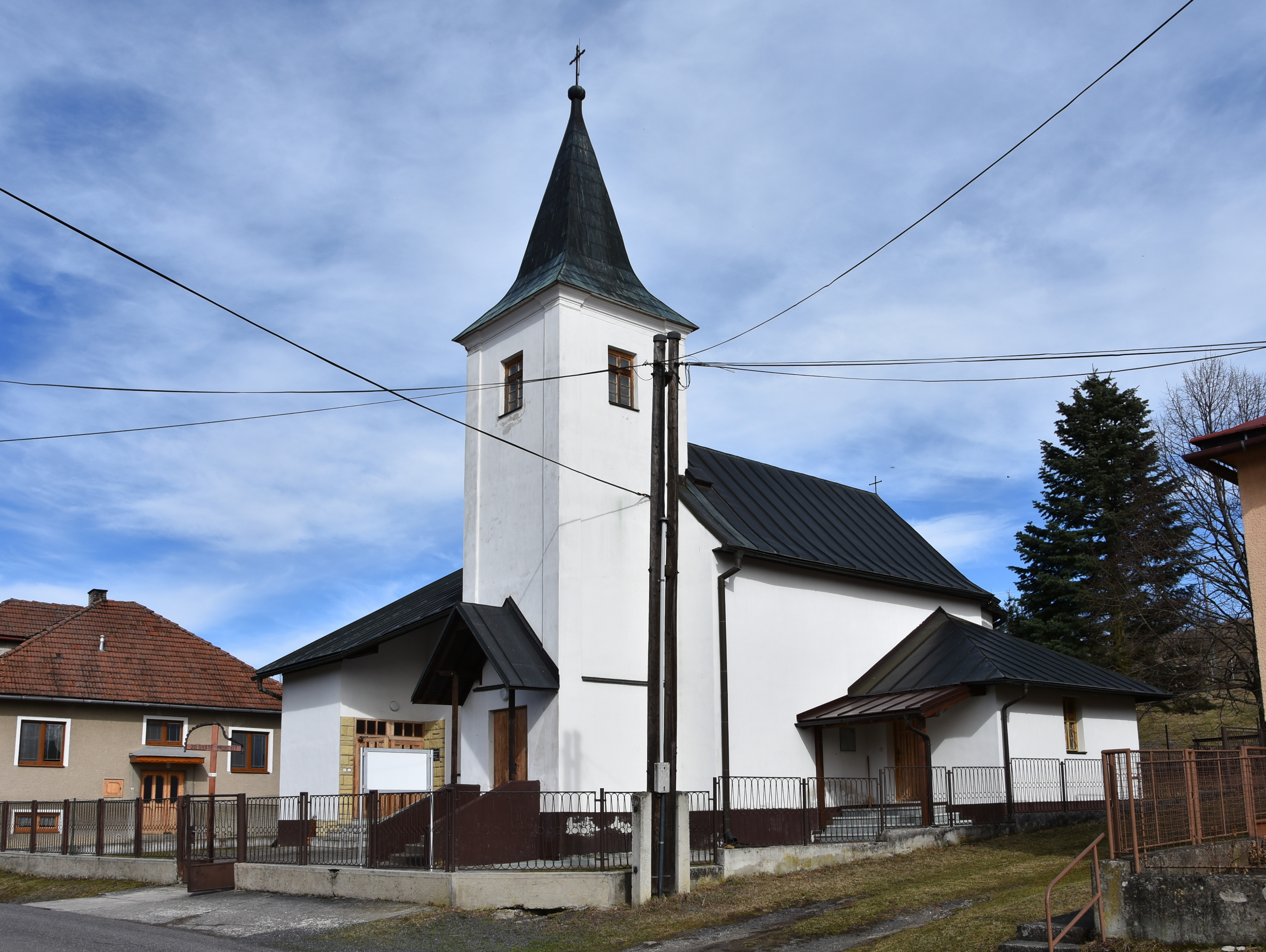
Peter-und-Paul-Kirche in Pavlova Ves

Pavlova Ves wurde zum ersten Mal 1469 als Pawlowa vieska schriftlich erwähnt und gehörte zum Herrschaftsgebiet der Burg Likava, die das Dorf in den 17. und 18. Jahrhundert an die Geschlechter Pongrácz und Kubínyi verpfändete. 1715 gab es eine Mühle und 12 Steuerpflichtige in Pavlova Ves, 1784 hatte die Ortschaft 47 Häuser und 385 Einwohner. 1828 zählte man 56 Häuser und 532 Einwohner, die als Fuhrmänner, Landwirte und Zimmerleute beschäftigt waren, dazu waren sie ab dem 18. Jahrhundert Bierbrauer und Schnapsbrenner. Auch verschiedene Handwerke, wie z. B. Korbmacherei und Weberei, waren verbreitet.
Bis 1918 gehörte der im Komitat Liptau liegende Ort zum Königreich Ungarn und kam danach zur Tschechoslowakei und schließlich zur Slowakei. 1945 brannte eine Hälfte des Dorfes während des Rückzugs der deutschen Wehrmacht aus.

## Bevölkerung
| Jahr                | 1994 | 2004     | 2014    | 2024     |
| ------------------- | ---- | -------- | ------- | -------- |
| Anzahl der Personen | 281  | 252      | 251     | 281      |
| Unterschied         |      | −10,32 % | −0,39 % | +11,95 % |

| Jahr                | 2023 | 2024    |
| ------------------- | ---- | ------- |
| Anzahl der Personen | 284  | 281     |
| Unterschied         |      | −1,05 % |

Nach der Volkszählung 2011 wohnten in Pavlova Ves 248 Einwohner, davon 233 Slowaken, sieben Roma, vier Polen, zwei Einwohner anderer Ethnie und ein Tscheche. Ein Einwohner machte keine Angabe zur Ethnie.
148 Einwohner bekannten sich zur römisch-katholischen Kirche, 27 Einwohner zur Evangelischen Kirche A. B., zwei Einwohner zu den christlichen Gemeinden und ein Einwohner zu den Zeugen Jehovas; ein Einwohner bekannte sich zu einer anderen Konfession. 61 Einwohner waren konfessionslos und bei acht Einwohnern wurde die Konfession nicht ermittelt.

## Bauwerke und Denkmäler
- römisch-katholische Peter-und-Paul-Kirche aus dem Jahr 1932